# Glenn Temmerman
Glenn Temmerman (1 juli 2004) is een Belgisch basketballer.

## Carrière
Temmerman speelde in de jeugd van BBC Houtem en Okapi Aalst. Temmerman maakte zijn profdebuut voor Okapi Aalst tegen Kangoeroes Mechelen op 16 april 2021. In het seizoen 2021/22 speelde hij zes wedstrijden voor Aalst. En in het seizoen 2022/23 kwam hij aan acht wedstrijden. In december 2022 en januari 2023 sukkelde hij met een liesblessure en in april 2023 geraakte hij opnieuw geblesseerd waardoor hij meerdere wedstrijden miste. In maart 2023 werd zijn contract opengebroken voor de volgende drie seizoenen.
Voor het seizoen 2024/25 speelde hij op dubbele licentie voor BBC Falco Gent. Hij kreeg daarnaast ook meer speelminuten bij Aalst.